# 刘蒙天
刘蒙天（1918年11月—2008年），笔名柏森，男，浙江嵊县人，中国画家，曾任西安美术学院院长、党委书记，研究员，中国美术家协会理事。